# Caridina pareparensis
Caridina pareparensis е вид десетоного от семейство Atyidae. Видът не е застрашен от изчезване.

## Разпространение и местообитание
Разпространен е в Индонезия (Сулавеси).
Обитава сладководни басейни и потоци.